# Във вашия дом 1
Във вашия дом 1 (на английски: In Your House 1) е първото годишно pay-per-view събитие от поредицата Във вашия дом, продуцирано от Световната федерация по кеч (WWF). Събитието се провежда на 14 май 1995 г. в Сиракюз, Ню Йорк.

## Обща информация
В главното събитие Световния шампион в тежка категория на WWF Дизел побеждава Сид, за да запази титлата си. В ъндъркарда Брет Харт побеждава Хакуши, но губи от Джери Лоулър, докато Рейзър Рамон побеждава Джеф Джарет и Роуди в мач с хандикап.
PPV-то получава 0,83 рейтинг, което се равнява на приблизително 332 000 покупки. Рекламирано за $14.95.

## Резултати
| №                                                                        | Резултати                                                                                        | Правила                                                                       | Време      |
| ------------------------------------------------------------------------ | ------------------------------------------------------------------------------------------------ | ----------------------------------------------------------------------------- | ---------- |
| 1Т                                                                       | Жан-Пиер Лафите побеждава Боб Холи                                                               | Индивидуален мач                                                              | Неизвестно |
| 2                                                                        | Брет Харт поб. Хакуши (с Шинджа)                                                                 | Индивидуален мач                                                              | 14:39      |
| 3                                                                        | Рейзър Рамон поб. Джеф Джарет и Роуди                                                            | Мач с хандикап                                                                | 12:36      |
| 4                                                                        | Мейбъл (с Mo) поб. Адам Бомб                                                                     | Квалификационен мач за Крал на ринга                                          | 01:54      |
| 5                                                                        | Оуен Харт и Йокозуна (ш) (с Мистър Фуджи и Джим Корнет) поб. Димящите дула (Били Гън и Барт Гън) | Отборен мач за Световните отборни титли на WWF                                | 05:44      |
| 6                                                                        | Джери Лоулър поб. Брет Харт                                                                      | Индивидуален мач                                                              | 05:01      |
| 7                                                                        | Дизел (ш) поб. Сид (с Тед Дибиаси) чрез дисквалификация                                          | Индивидуален мач за Световната титла в тежка категория на WWF                 | 11:31      |
| 8                                                                        | Гробаря (с Пол Беърър) поб. Кама (с Тед Дибиаси)                                                 | Индивидуален мач                                                              | 13:08      |
| 9                                                                        | Бам Бам Бигелоу поб. Татанка (с Тед Дибиаси)                                                     | Индивидуален мач                                                              | 08:50      |
| 10                                                                       | Британският Булдог срещу Оуен Харт приключва с равенство                                         | Квалификационен мач за Крал на ринга Излъчен на 6 юни 1995 г. в Първична сила | 15:00      |
| - (ш) – указва шампиона/шампионите в мача - Т – показва, че мача е тъмен |                                                                                                  |                                                                               |            |